# كليبورن لاتيمر
كليبورن لاتيمر (بالإنجليزية: Claiborne Latimer)‏ هو رياضياتي أمريكي، ولد في 1893، وتوفي في 1960.